# مقاطعة بيتش (جورجيا)
مقاطعة بيتش (بالإنجليزية: Peach County)‏ هي إحدى المقاطعات في ولاية جورجيا في الولايات المتحدة الأمريكية.